# Rudolf-Proksch-Hütte
Die Rudolf-Proksch-Hütte ist eine Schutzhütte des Österreichischen Gebirgsvereins des ÖAV im Wienerwald.

## Lage
Die Hütte befindet sich auf 541 m ü. A. am Pfaffstättner Kogel, einem Teil des Anningergebietes in der Gemeinde Pfaffstätten, Bezirk Baden.
Direkt an der Hütte (Pfaffstättner Postanschrift: Am Berg 391) befindet sich die am 12. Juli 1914 eröffnete, nach Anton Freiherrn von Klesheim, 1812–1884, einem Mitbegründer der Wiener Mundart, benannte Klesheim-Warte, ein 9 m hoher Eisenbau, an dessen Fuße eine Hütte eingebaut war, die bis zur Fertigstellung der Rudolf-Proksch-Hütte bewirtschaftet wurde.

## Geschichte
Auf Ansuchen des Österreichischen Gebirgsvereins wurde 1925 unter dem damaligen Obmann Rudolf Proksch († 1925, Alter: 47; Großvater von Udo Proksch) die Bewilligung zur Errichtung eines Unterkunftshauses am Pfaffstättner Kogel erteilt, am 11. Mai 1930 wurde der Bau feierlich eröffnet und ist seither als Gastwirtschaft ganzjährig bewirtschaftet. 2003 wurde die Hütte elektrifiziert und vorbildlich an das Abwassersystem angeschlossen; 2007 wurde am Grundstück ein Wald-Spielplatz errichtet.
In der Herbst-/Winterausgabe 2012/13 des Magazins Freizeit & Kulinarik wurde die Rudolf Proksch Hütte zur beliebtesten Schutzhütte Ostösterreichs gewählt; das Bergsportmagazin „Bergsteiger“ verlieh zweimal in Folge (Frühling 2013 / Sommer 2014) der Rudolf Proksch Hütte die Auszeichnung „Lieblingshütte“.
Am 28. Mai 2017 konnte die wegen Rechtsstreitigkeiten sowie wegen des schlechten Zustands und einer unabdingbar gewordenen Generalsanierung seit 28. Juni 2015 geschlossen gewesene Hütte wieder eröffnet werden. Ein neues Küchengebäude wurde errichtet. Dach, Fassade, Elektro- und Wasserinstallationen, sämtliche Außenanlagen sowie die Klesheim-Aussichtswarte wurden saniert. Die laut Gebirgsverein sich auf 100.000 Euro belaufenden Kosten wurden in Teilen von der Gemeinde Pfaffstätten sowie dem Land Niederösterreich übernommen.

## Anstieg
- Von Pfaffstätten-Einöde (Parkplatz) (270 m) in einer Gehzeit von ¾ Stunden über das große oder kleine Kiental (Einödhöhlen).
- Von Gumpoldskirchen (260 m) in einer Gehzeit von 1¾ Stunden, z. B. über den Beethoven-Weitwanderweg.
- Von Baden in einer Gehzeit von einer Stunde über den Wasserleitungsweg oder Rudolfshof.
- Von Pfaffstätten (Bahnhof) (218 m) in einer Gehzeit von einer Stunde.